# 費必興
費必興（1553年—1616年），字應祥，號海門，河南汝寧府崇府群牧所籍，直隸海門縣人，明朝政治人物。

## 生平
萬曆十年（1582年）壬午科河南鄉試第六十五名，萬曆十四年（1586年）丙戌科會試一百七十一名，登三甲第一百三十五名進士。刑部观政，本年十月授中書舍人，二十年正月復除原官，二十三年擢南京禮科給事中，同御史李宗延、李本固諫請册立東宫，削籍歸。居家二十余年。光宗立，召其复官，已卒。贈光祿少卿。

## 家族
曾祖費麒；祖父費寶；父費忠。母唐氏；繼母霍氏。具庆下。弟费亦兴。